# نيبونو
نيبونو (nebbiuno) هي بلدية في مقاطعة نوفارا في منطقة بيدمونت الإيطالية، تقع على بعد حوالي 100 كيلومتر (62 ميل) شمال شرق تورينو وحوالي 40 كيلومتر (25 ميل) شمال نوفارا . اعتبارًا من 31 ديسمبر 2004 ، كان عدد سكانها 1709 نسمة ومساحتها 8.2 كيلومتر مربع (3.2 ميل2) . 
تقع نيبونو على حدود البلديات التالية: أرمينو وليسا وماسينو فيسكونتي ومينا وبيسانو .
من بين الكنائس المحلية سان جورجيو ؛ سانت أغاتا ، فوسينو ؛ سان ليوناردو ، تابيجليانو ؛ سانتي نازارو إي سيلسو ، كوركياغو ؛ و شيزيتا ديلا مادونا ديلا نيفي ,كوركياغو .